# Drągowina (gromada)
Drągowina – dawna gromada, czyli najmniejsza jednostka podziału terytorialnego Polskiej Rzeczypospolitej Ludowej w latach 1954–1972.
Gromady, z gromadzkimi radami narodowymi (GRN) jako organami władzy najniższego stopnia na wsi, funkcjonowały od reformy reorganizującej administrację wiejską przeprowadzonej jesienią 1954 do momentu ich zniesienia z dniem 1 stycznia 1973, tym samym wypierając organizację gminną w latach 1954–1972.
Gromadę Drągowina z siedzibą GRN w Drągowinie utworzono – jako jedną z 8759 gromad na obszarze Polski – w powiecie nowosolskim w woj. zielonogórskim na mocy uchwały nr V/18/54 WRN w Zielonej Górze z dnia 5 października 1954. W skład jednostki weszły obszary dotychczasowych gromad Drągowina i Przybymierz oraz przysiółek Sobolice z dotychczasowej gromady Klepina ze zniesionej gminy Nowogród Bobrzański w tymże powiecie.
1 stycznia 1955 gromadę włączono do powiatu żagańskiego w tymże województwie, gdzie ustalono dla niej 11 członków gromadzkiej rady narodowej.
1 stycznia 1959 gromadę włączono do powiatu zielonogórskiego w tymże województwie, gdzie równocześnie została zniesiona, a jej obszar włączony do gromady Nowogród Bobrzański tamże.